# Municipio de Morrison
El municipio de Morrison (en inglés: Morrison Township) es un municipio ubicado en el condado de Aitkin en el estado estadounidense de Minnesota. En el año 2010 tenía una población de 200 habitantes y una densidad poblacional de 2,11 personas por km².

## Geografía
El municipio de Morrison se encuentra ubicado en las coordenadas 46°39′14″N 93°38′10″O / 46.65389, -93.63611. Según la Oficina del Censo de los Estados Unidos, el municipio tiene una superficie total de 94.94 km², de la cual 93,23 km² corresponden a tierra firme y (1,8 %) 1,71 km² es agua.

## Demografía
Según el censo de 2010, había 200 personas residiendo en el municipio de Morrison. La densidad de población era de 2,11 hab./km². De los 200 habitantes, el municipio de Morrison estaba compuesto por el 99,5 % blancos, el 0,5 % eran amerindios. Del total de la población el 2,5 % eran hispanos o latinos de cualquier raza.